# Chihiro Iwasaki

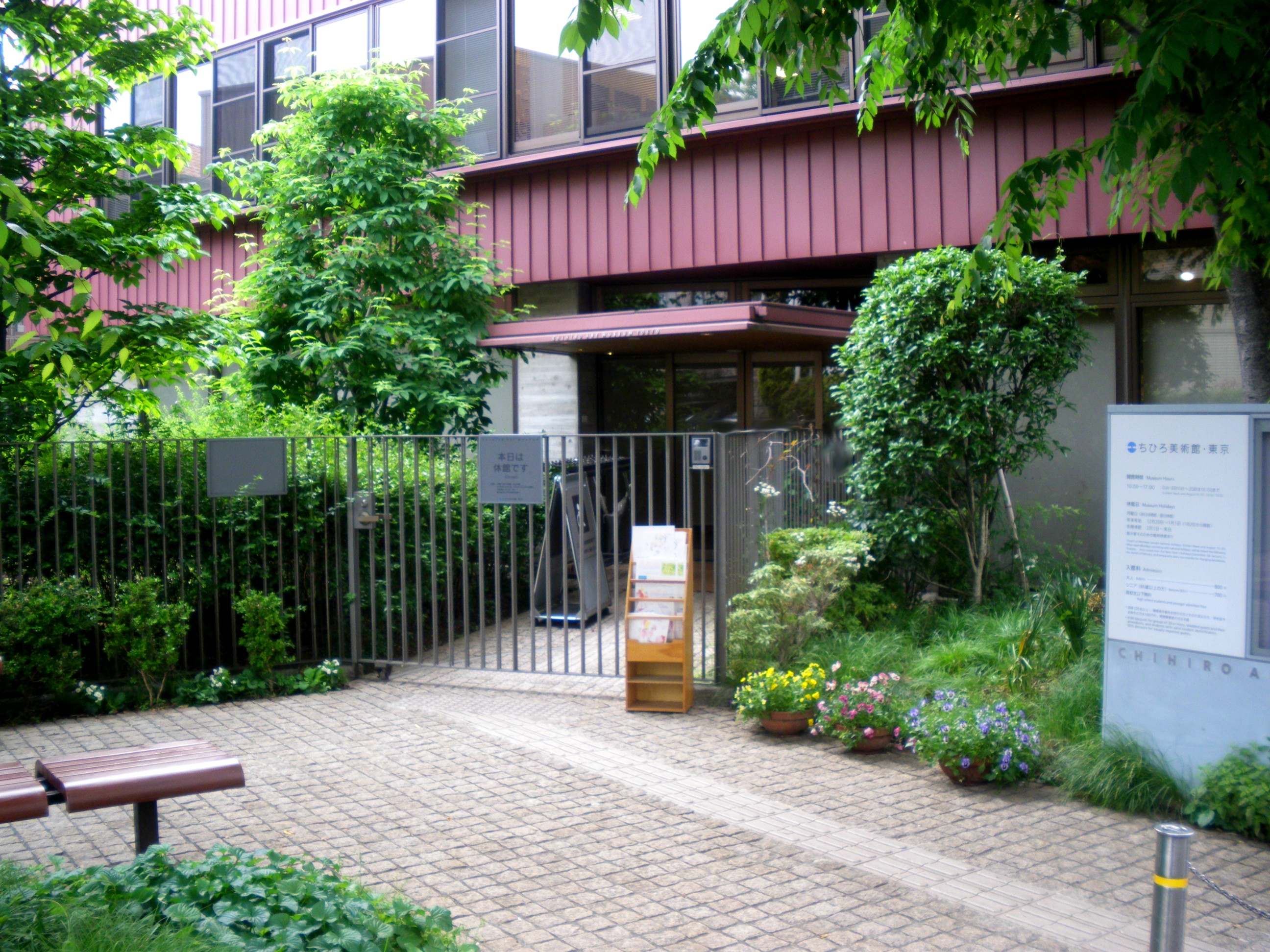
Museo de Arte Chihiro - Nerima, Tokio.

Chihiro Iwasaki (いわさき　ちひろ (岩崎 知弘) Iwasaki Chihiro?, 15 de diciembre de 1918 – 8 de agosto de 1974) Fue una artista e ilustradora Japonesa más conocida por sus ilustraciones de flores y niños en Acuarela, cuyo tema era "la paz y la felicidad para los niños".

## Vida
Chihiro Iwasaki fue la hija primogénita de Masakatsu y Fumie Iwasaki nacida el 15 de diciembre de 1918, en Takefu (ahora ciudad de Echizen), Prefectura de Fukui, Japón. Al año siguiente su familia se mudó a Tokyo, donde vivieron hasta 1945. De niña, Chihiro amaba hacer dibujos. Cuando tenía catorce años de edad, comenzó a aprender dibujo y pintura al óleo con Saburosuke Okada, un artista y profesor de la Escuela de Bellas Artes de Tokio (luego Universidad Nacional de Bellas Artes y Música de Tokio). En 1936, Iwasaki se graduó de la escuela secundaria, y al año siguiente, a la edad de dieciocho años, comenzó a aprender caligrafía japonesa con  barras de tinta y Pincel de tinta.
En 1939, entró en un matrimonio arreglado por sus padres, pero su relación fue siempre distante. Ella se mudó con su marido a Dalian, Manchuria, pero su matrimonio terminó con el suicidio de su marido, después de lo cual Iwasaki volvió a Tokyo en 1941. En 1945, la casa de la familia Iwasaki en Tokio fue destruida en un ataque aéreo, y Iwasaki y su familia se mudaron a la casa de su abuela en Matsumoto, Nagano. En 1946, después de que terminara la Segunda Guerra Mundial, ella se unió al Partido Comunista de Japón, expresando su deseo de que terminen todas las guerras que causan sufrimientos a los niños.
Después de mudarse de nuevo a Tokyo, ella se convirtió en escritora e ilustradora para el Jimmin Shinbun. También dibujó numerosas ilustraciones para pósteres comerciales, revistas y libros de texto escolares. En 1949, un editor de Doshinsha, de una empresa de publicación de libros para niños, le pidió que crear Okaasan no Hanashi (La Historia de una Madre), una especie de Kamishibai educacional que se convirtió en su primer trabajo para niños.  Fue publicado en 1950, y galardonado con el Premio Ministro de Educación. Cuando este éxito le proporcionó un poco de dinero, ella tomó la decisión de ser ilustradora profesional. En el mismo año, se casó con Zenmei Matsumoto, un compañero comunista siete años más joven que ella. Dio a luz a su único hijo en 1951, un hijo llamado Takeshi a quien utiliza con frecuencia como modelo para sus ilustraciones de bebés y niños con libros y revistas infantiles. En 1952, construyó una casa en Nerima, Tokyo, que se convirtió en el Museo de Arte de Chihiro en Tokyo después de su muerte.
En 1956, Iwasaki fue autora de su primer libro, Hitori de Dekiru yo (Puedo Hacer Todo por Mi Mismo). Ese año, recibió el Premio de la cultura juvenil de la Shogakukan Publishing Co. por sus trabajos de ilustración para libros y revistas infantiles. En 1960, su AIUEO no Hon (El libro del alfabeto: aiueo) ganó el premio Sankei a los libros de la Infancia.

## Obras
- Okasan no Hanashi (La Historia de una Madre): una especie de Kamishibai educacional, 1949.
- Hitori de Dekiru yo (Puedo Hacer Todo Por Mi Mismo) 1956.
- AIUEO no Hon (El Libro del Alfabeto: A-I-U-E-O), 1960.
- E no Nai Ehon (Lo que la Luna Vio) escrito originalmente por H.C. Andersen, 1966.
- Tsuru no Ongaeshi (La Dama Grulla) texto por Miyoko Matsutani, ilustrado por Chihiro Iwasaki, 1966 ISBN 978-0-8193-0207-6.
- Watashi ga Chiisakatta Toki ni (Cuando Era Niña), 1967.
- Ame no Hi no Orusuban (Quedarse Solo en Casa en un Día Lluvioso), 1968.
- The Red Shoes originalmente escrito por H.C. Andersen, ilustrado por Chihiro, en 1968.
- Kotori no Kuru Hi (La Bella Ave), 1973.
- Senka no Naka no Kodomo-tachi (Niños en las Llamas de la Guerra), 1973.
- Akai Rosoku to Ningyo (Las velas rojas y la sirena) (publicado póstuma mente en 1974) con texto de Mimei Ogawa.